# Оллвайн, Уэйн
Уэ́йн О́ллвайн (англ. Wayne Allwine; 7 февраля 1947, Глендейл, Калифорния — 18 мая 2009, Лос-Анджелес, Калифорния) — американский актёр озвучивания, монтажёр, шумовик. Известен тем, что на протяжении 32 лет озвучивал Микки Мауса. В 1986 году получил «Эмми» в категории «Лучший звуковой монтаж в сериале» (Outstanding Sound Editing for a Series) за сериал «Удивительные истории».

## Биография
Уэйн Оллвайн родился 7 февраля 1947 года в городе Глендейл, штат Калифорния. Работал преимущественно на студию The Walt Disney Company. С 1977 года и до самой смерти озвучивал в мультфильмах Микки Мауса, сменив на этом посту Джимми Макдональда, который в свою очередь озвучивал этого персонажа с 1947 по 1977 год, а до этого с 1928 года — лично сам Уолт Дисней.
Впервые появился на экране ещё в возрасте 7 лет в программе House Party. В школе создал свою музыкальную группу The International Singers, которая с успехом выступала в пределах Калифорнии. Записывался вместе с известными исполнителями Бобби Винтоном и Доби Греем (англ. Dobie Gray), был участником группы Arrows.
В 1991 году женился на актрисе озвучивания Расси Тейлор (1944—2019), которая с 1986 года до самой смерти озвучивала Минни Маус, и прожил с ней до самой своей смерти в 2009 году. В 2008 году оба они получили звания «Легенды Диснея».
Уэйн Оллвайн скончался 18 мая 2009 года от сахарного диабета, осложнённого острым инфарктом миокарда. Эстафету в озвучивании Микки Мауса на себя принял Брет Иван.
От прежних браков остались дети: Эрин, Питер, Кристофер и Джошуа; внук Исаак.

## Избранная фильмография
Озвучивание Микки Мауса, если не указано иное

### Мультфильмы и фильмы
- 1977—1996 — Клуб Микки Мауса / The Mickey Mouse Club
- 1983 — Рождественская история Микки / Mickey's Christmas Carol (также озвучил Санта-Клауса и двух ласок)
- 1985 — Чёрный котёл / The Black Cauldron (прихвостень)
- 1988 — Кто подставил кролика Роджера / Who Framed Roger Rabbit
- 1990 — Принц и нищий / The Prince and the Pauper
- 1993—1995 — Чокнутый / Bonkers (в отдельных эпизодах)
- 1995 — Каникулы Гуфи / A Goofy Movie
- 1999—2000 — Всё о Микки Маусе / англ. Mickey Mouse Works
- 1999 — Фантазия 2000 / Fantasia 2000
- 2001—2003 — Мышиный дом / Disney's House of Mouse
- 2001 — Дом злодеев. Мышиный дом / Mickey's House of Villains
- 2004 — Три мушкетёра: Микки, Дональд и Гуфи / Mickey, Donald, Goofy: The Three Musketeers
- 2004 — Король Лев 3: Хакуна матата / The Lion King 1½
- 2006—2009 — Клуб Микки Мауса / Mickey Mouse Clubhouse

### Компьютерные игры
- 1990 — Castle of Illusion Starring Mickey Mouse
- 1992 — World of Illusion Starring Mickey Mouse and Donald Duck
- 2002—2009 — Kingdom Hearts
- 2002 — Disney Golf[англ.]
- 2003 — Toontown Online[англ.]
- 2008 — Disney Think Fast

### Монтажёр и шумовик
- 1984 — Всплеск / Splash
- 1985—1987 — Удивительные истории / Amazing Stories
- 1987 — Трое мужчин и младенец / Three Men and a Baby
- 1987 — Внутреннее пространство / Innerspace
- 1988 — Нация пришельцев / Alien Nation
- 1989 — Звёздный путь 5: Последний рубеж / Star Trek V: The Final Frontier